# كلو فيري
كلو فيري (بالإنجليزية: Chloe Ferry)‏ هي مقدمة تلفزيونية بريطانية، ولدت في 31 أغسطس 1995 في نيوكاسل أبون تاين في المملكة المتحدة.

## روابط خارجية
- كلو فيري على موقع IMDb (الإنجليزية)